# برة خور
برة خور (بالفارسية: بره خور) هي قرية تقع في قسم بالابند الريفي (مقاطعة فريمان) في إيران. يقدر عدد سكانها بـ 91 نسمة بحسب إحصاء 2016.